# The Summer Tic EP
The Summer Tic EP è il primo EP del gruppo musicale statunitense Paramore, pubblicato il 2 agosto 2006 dalla Fueled by Ramen.

## Il disco
È il primo lavoro ufficiale dei Paramore con il bassista e cofondatore della band Jeremy Davis, che aveva lasciato la band prima dell'inizio delle registrazioni dell'album di debutto All We Know Is Falling ed era rientrato nella formazione verso la fine del 2005. Il titolo dell'EP è tratto dal testo della canzone Stuck on You, dei Failure, la cui cover dei Paramore è presente nel disco. Le altre tre tracce sono una nuova versione di Emergency (che vede l'aggiunta di alcuni scream di Josh Farro rispetto alla versione originale) e di O Star (di cui una versione demo era stata inizialmente pubblicata nell'edizione giapponese di All We Know Is Falling e nella versione in vinile di Emergency), e l'inedita This Circle.
La reinterpretazione di Stuck on You è stata successivamente pubblicata nella raccolta di cover The Nurse Who Loved Me: A Tribute to Failure.

## Tracce
Testi e musiche di Hayley Williams e Josh Farro, eccetto dove indicato.
1. Emergency (Crab Mix) – 4:03
2. O Star (Full Band Version) – 3:47 (Hayley Williams, Taylor York)
3. Stuck on You (Failure cover) – 4:27 (Greg Edwards, Ken Andrews)
4. This Circle – 4:05

## Formazione
- Hayley Williams – voce, tastiera
- Josh Farro – chitarra solista, voce secondaria
- Hunter Lamb – chitarra ritmica
- Jeremy Davis – basso
- Zac Farro – batteria, percussioni